# 3173 McNaught
3173 McNaught eller 1981 WY är en asteroid i huvudbältet som upptäcktes den 24 november 1981 av den amerikanske astronomen Edward L.G. Bowell vid Anderson Mesa Station. Den är uppkallad efter den brittiske astronomen Robert H. McNaught.
Asteroiden har en diameter på ungefär 6 kilometer.